# Робиллард, Дьюк
Майкл Джон «Дьюк» Робиллард (англ. Michael John «Duke» Robillard; 4 октября 1948, Вунсокет, Род-Айленд, США)) — американский блюзовый гитарист, автор песен и продюсер. Номинант премии «Грэмми» (2007, 2010) . Лауреат Blues Music Awards в номинациях «Исполнитель традиционного блюза» (2010), «Альбом акустического блюза» (2016),  «Блюзовый гитарист» (2000, 2001, 2003, 2004), номинант Blues Music Awards в номинациях «Исполнитель традиционного блюза» (2023), «Альбом традиционного блюза» (2005, 2011, 2023), «Альбом года» (2000, 2010), «Группа года» (2000, 2010),  «Блюзовый гитарист»/«Gibson Guitar Award» (1989, 1998, 1999, 2002, 2005, 2007, 2008, 2010, 2011, 2012). . Создатель группы Roomful of Blues.

## Биография
Дьюк Робиллард родился в Вунсокете в 1948 году, рос в Берриллвилле, деревне между сельскими центрами Мейплвилл и Харрисвилл. С детства слушал музыку по радио, включая канадские радиостанции. Первой гитарой в семье была акустическая гитара Old Kraftsman, произведённая Kay Musical Instrument Company, которую подарил дядя. Дьюк Робиллард вместе со старшими братьями некоторое время пытался освоить эту гитару без особого успеха. В конце 1950-х старшие братья приобрели себе по инструменту: Джерри купил электрогитару Fender Stratocaster, а Рассел — антикварную акустическую Martin. Младшему брату было запрещено их трогать, и он учился играть тайком. Вскоре он начал делать успехи и понял, что ему следует обзавестись собственным инструментом. Первой его гитарой стала самостоятельно изготовленная как школьный проект гитара. Он нарисовал форму корпуса, основанную на дизайне Fender Telecaster на бруске дерева, а его отец вырезал ее лобзиком. Затем они прикрутили гриф от старой акустической гитары Kay к корпусу, затем покрасили все это в синий цвет Robin's Egg. На гитару установили бридж из полоски дерева, снабженной палочкой от мороженого, чтобы отрегулировать высоту струн, и установили звукосниматель DeArmond . 
После первоначального периода, проведённого за подражанием Джеймсу Бёртону и соло-гитаристу Элвиса Пресли Скотти Муру, он начал сосредотачиваться на творчестве Бадди Холли и Чака Берри. Первую группой Робилларда стала школьная группа The Wildcats, которая играла на танцах и получила популярность среди подростков. В старшей школе музыкант сформировал свою следующую группу, The Stingers, ставшую популярной уже по всему Северному Род-Айленду. В 1964 году он заменил бас-гитариста на гастролях группы Florian Monday & The Mondos. В том же году семья переехала в Уэстерли. Там Дьюк Робиллард нашёл музыкантов и создал группу The Variations, которая играла в основном каверы групп британского вторжения: The Beatles, The Rolling Stones, The Animals и The Yardbirds. Молодой музыкант изучв их музыку, понял что она была заимствована в американской музыке, и в поисках корней этой музыки, пришёл к блюзу. В 1965 году он посещал фолк- и джаз-фестивали, где принял участие в мастер-классе Мадди Уотерса. В последний год обучения в школе устремления Робилларда сосредоточились исключительно на прямолинейном блюзе. После окончания школы проведя недолгое время в коммуне хиппи, Робиллард вернулся в Уэстерли, стал работать на фабрике Guild Guitar и вместе с Элом Копли сформировали группу Roomful of Blues. После начального периода и перемен в составе, группа начала становиться популярной. За это время игра Дюка на гитаре достигла нового плато: вместо того, чтобы играть прямолинейный чикагский блюз он к тому времени стал играть в манере, «более похожей на джазовые стили Ти-Боун Уокера и Тини Граймса с дозой Чарли Крисчена и щепоткой Оскара Мура» .
В 1980 году Дьюк Робиллард объявил об уходе из Roomful of Blues. В 1981—1982 годах работал с Робертом Гордоном и последним составом Muddy Waters Blues Band. В 1982 году создал трио The Duke Robillard Band, которое в начале 1983 года выпустило первый сингл «Let Me Love You». Сингл хорошо продавался и активно транслировалась на блюзовых станциях по всей стране, а 1983 год завершился первым национальным туром Дюка в качестве сольного исполнителя, который включал выступление на фестивале блюза в Сан-Франциско. В конце 1983 года группа получила название Duke Robillard & The Pleasure Kings, подписала контракт с Rounder Records и в 1984 году выпустила дебютный альбом. «Его влияние на сцену блюзовой гитары можно сравнить только с приходом техасца Стиви Рэя Вона с его первым альбомом Texas Flood, выпущенным примерно в то же время. Эти два альбома подняли планку того, какой может и должна быть современная блюзовая гитара, и открыли новую эру для инструмента» . В 1984 году Дьюк Робиллард отправился в первое турне по Европе. После успеха двух альбомов, Робиллард взял паузу в записи блюза и гастрольном графике, и в 1987 году выпустил свой сольный альбом Swing, содержащий основанный на свинге джаз для малых групп. В том же году The Pleasure Kings записали ещё один альбом и Робиллард распустил группу, нанял новую ритм-секцию и начал гастролировать под названием The Duke Robillard Band до 1990 год, записываясь как сайдмен с другими музыкантами, в частности с Джонни Адамсом. 
В 1990 году Робиллард присоединился к The Fabulous Thunderbirds, заменив там Джимми Вона. В 1992 году выпустил ещё один джазовый альбом After Hours Swing Session. В 1993 году получил предложение Point Blank Records, дочерней компании Virgin Records и выпустил альбом Temptation. Несмотря на глянцевое производство и большую рекламу со стороны лейбла, альбом не имел успеха, но второй альбом, содержащий прямолинейный блюз, восстановил позиции музыканта. В течение следующих нескольких лет у музыканта был плотный и обширный гастрольный график; также он записывался как сайдмен. После выхода третьего альбома на Point Blank, контракт не был продолжен. Музыкант подписал контракт с канадским лейблом Stony Plain Records, с которым работает по сей день. 
Работал сессионно со многими музыкантами, в их числе блюзовые музыканты Рут Браун, Джимми Уизерспун, Ким Уилсон, Джей МакШенн, Джон Хаммонд, Джерри Портной, Пайнтоп Перкинс, Джо Луис Уокер и большинство первоначальных участников Roomful of Blues. Он также работал с музыкантами в иных стилях, в их числе Боб Дилан и Том Уэйтс и джазовый гитарист Херб Эллис, с которым Робиллард выпустил два альбома. C 2004 года сотрудничал с Джей Гейлсом, записав несколько джазовых альбомов.
Робиллард много времени посвящает преподаванию: он выпустил обучающее видео «Uptown Blues, Jazz Rock & Swing Guitar», а затем подписал контракт с Hal Leonard Corporation, одним из крупнейших в мире музыкальных издательств и лидером в области учебных материалов для музыки, и поставил на поток книги, CD и DVD для студентов-гитаристов. 
На настоящий момент продолжает записываться и выступать. У него есть собственная 24-дорожечная студия у себя дома, и он глубоко увлекся графическим дизайном и фотографией, а также производством пластинок . «Дюк по-прежнему живет в Род-Айленде и всё ещё ураган как музыкант, продюсер, садовник и фотограф. Но подождите, это еще не все: теперь он создает также и абстрактные картины!» 
Наряду с двумя номинациями на Грэмми, шестью премиями и множеством номинаций Blues Music Awards, обладатель трёх премий Canadian Maple Blues Awards (2001, 2002, 2003) в номинации «Лучший международный блюзовый исполнитель», премии Joe Bonamassa's Keeping The Blues Alive Foundation «Продюсер года» (2004), премии French Blues Association «Альбом года» (2002) и «Гитарист года» (1999, 2002). Введён в Зал славы музыки Род-Айленда как участник Roomful of Blues (2012) и как сольный исполнитель (2014) 
Guitar Hero писал о музыканте: «Способность Робилларда играть по всему спектру блюза легендарна. Немногие музыканты могут стилистически перемещаться из Техаса в Канзас-Сити и в Вест-Сайд Чикаго, но Робилларду это кажется лёгким делом» .
«Он один из немногих современных инструменталистов, который легко переходит от блюза к джазу, от рокабилли к корням рока» .
Гитарист Кид Рамос сказал, что «Вы знаете Дюка Робилларда, он может играть почти как кто угодно. Вы знаете, он может играть как Гитар Слим, он может играть как Ти-Бон» .

## Дискография

### Как лидер/со-лидер
- Duke Robillard & the Pleasure Kings (Rounder Records, 1984)
- Too Hot to Handle (Rounder, 1985)
- Swing (Rounder, 1987)
- You Got Me (Rounder, 1988)
- After Hours Swing Session (Rounder, 1990)
- Turn it Around (Rounder, 1991)
- Temptation (Point Blank Records, 1994)
- Duke's Blues (Point Blank, 1994)
- Dangerous Place (Point Blank, 1997)
- Stretchin' Out Live (Stony Plain Records, 1998)
- New Blues for Modern Man (Shanachie Records, 1999)
- La Palette Bleue (Dixie Frog, 1999)
- Conversations in Swing Guitar с Хербом Эллисом (Stony Plain, 1999)
- Explorer (Shanachie, 2000)
- Living with the Blues (Stony Plain, 2002)
- More Conversations In Swing Guitar с Хербом Эллисом (Stony Plain, 2003)
- Exalted Lover (Stony Plain, 2003)
- Blue Mood: The Songs of T-Bone Walker (Stony Plain, 2004)
- The Duke Meets the Earl с Ронни Эрлом (Stony Plain, 2005)
- Guitar Groove-a-Rama (Stony Plain, 2006)
- Duke Robillard's World of Blues (Stony Plain, 2007)
- A Swingin' Session with Duke Robillard (Stony Plain, 2008)
- Stomp! The Blues Tonight (Stony Plain, 2009)
- Tales from the Tiki Lounge с Санни Краунером (Blue Duchess, 2010) [8]
- Passport to the Blues (Stony Plain, 2010)
- Low Down and Tore Up (Stony Plain, 2011)
- Wobble Walkin'  (Blue Duchess, 2012)
- Independently Blue (Stony Plain, 2013)
- Calling All Blues (2014) (Stony Plain)
- The Acoustic Blues & Roots of Duke Robillard (Stony Plain, 2015)
- Blues Full Circle (Stony Plain, 2016)
- Duke Robillard and His Dames of Rhythm (M.C. Records, 2017)
- Ear Worms  (Stony Plain, 2019)
- Blues Bash! (Stony Plain, 2020)
- Swingin' Again со Скоттом Хэмилтоном (Blue Duchess, 2021)
- They Called It Rhythm & Blues (Stony Plain, 2022)
- Roll With Me (2024) (Stony Plain)

### СRoomful of Blues
- Roomful of Blues (1978)
- Let's Have a Party (1979)

### СThe Fabulous Thunderbirds
- Walk That Walk, Talk That Talk (1991)
- Wrap It Up (1993) сборник

с New Guitar Summit
- New Guitar Summit (Stony Plain, 2004)
- Live at the Stoneham Theater (Stony Plain, 2004)
- Shivers (Stony Plain, 2009)